# Rio Sabine
O rio Sabine é um longo rio do sudoeste dos Estados Unidos (estados de Luisiana e Texas) que desagua no golfo do México. Com cerca de 893 km de comprimento, está entre os 40 rios mais longos dos Estados Unidos, e entre os 15 principais do país, drenando uma bacia de 25270 km², uma área aproximada à da República da Macedónia).
A parte de jusante do Sabine constituiu historicamente uma fronteira internacional, primeiro entre as possessões ultramarinas de França e Espanha, depois entre Espanha e os Estados Unidos (segundo o tratado de Adams-Onís, de 1819), e finalmente entre o México e os Estados Unidos, em princípios do século XIX. O rio é frequentemente considerado como a fronteira entre o Velho Sul («Old South») e o Novo Sudoeste («New Southwest»).